# Kisbodak
Kisbodak es un pueblo húngaro perteneciente al distrito de Mosonmagyaróvár en el condado de Győr-Moson-Sopron, con una población en 2013 de 343 habitantes.
Se conoce su existencia desde 1330, cuando se menciona la existencia de un lugar llamado Bodak perteneciente a la familia Héderváry. A lo largo de la historia, la localidad basó su economía en la pesca por su proximidad al Danubio, pero su ubicación junto a este río ha hecho que también sufra importantes inundaciones. Casi todos los habitantes del pueblo son étnicamente magiares y algo más de dos tercios de los vecinos son católicos.
Se ubica unos 10 km al este de la capital distrital Mosonmagyaróvár, cerca de la frontera con Eslovaquia marcada por el Danubio.